# Шварны, Иван
Иван Шварный (словац. Ivan Švarný; 30 октября 1984, Нитра, Чехословакия) — словацкий хоккеист, защитник. В настоящее время является игроком клуба «Нитра», выступающего в Словацкой экстралиге. Участник чемпионатов мира (2009, 2013) в составе сборной Словакии.

## Достижения
- Бронзовый призёр Словацкой экстралиги — 2006
- Победитель Словацкой экстралиги — 2012

## Статистика
```
                                            --- Regular Season ---  ---- Playoffs ----
Season   Team                        Lge    GP    G    A  Pts  PIM  GP   G   A Pts PIM
--------------------------------------------------------------------------------------
2002-03  Belleville Bulls            OHL    65    5   11   16   69   7   1   3   4   4
2003-04  Belleville Bulls            OHL    64    5   15   20   74  --  --  --  --  --
2004-05  New Mexico Scorpions        CHL    60    1   14   15   35  --  --  --  --  --
2005-06  Nitra MHC                   Slova  53    3    5    8  108  13   3   2   5  14
2006-07  Nitra MHC                   Slova  47    9   13   22  146   6   2   2   4  18
2007-08  Trinec Ocelari HC           Czech  25    0    0    0   10  --  --  --  --  --
2007-08  Litvinov HC                 Czech  13    1    0    1    6   5   0   0   0  33
2008-09  Litvinov HC                 Czech  52    3   12   15   52   4   0   0   0   2
2009-10  Litvinov HC                 Czech  51    6   14   20   14   5   0   5   5  34
2010-11  Litvinov HC                 Czech  49    4   11   15   46   7   0   1   1  14
2011-12  Bratislava Slovan           Slova  54    9   20   29   89  14   3   7  10  14
2012-13  Bratislava Slovan           KHL    44    1    7    8   26   3   1   0   1   4
2013-14  Medvescak Zagreb            KHL    53    2    5    7   52   4   0   1   1   2
2014-15  Dinamo Minsk                KHL    19    0    1    1   10   5   0   0   0   2
--------------------------------------------------------------------------------------

```